# Lucey (Savoia)
Lucey (Lucei in italiano, desueto) è un comune francese di 286 abitanti situato nel dipartimento della Savoia della regione dell'Alvernia-Rodano-Alpi.

## Società

### Evoluzione demografica
Abitanti censiti